# همه‌پرسی قانون اساسی الجزایر ۱۹۷۶
همه پرسی قانون اساسی در ۱۹ نوامبر ۱۹۷۶ در الجزایر برگزار شد  . اصلاحات، مجلس ملی خلق را احیا کرد (که از کودتای ۱۹۶۵ به حالت تعلیق درآمده بود) و امکان انتخاب مستقیم رئیس جمهور و همچنین ایجاد یک دولت سوسیالیستی و تأیید جبهه آزادیبخش ملی به عنوان تنها حزب قانونی را فراهم کرد  . قانون اساسی بازنگری شده در 22 نوامبر با مشارکت ۹۲.۹ درصدی توسط رای موافق ۹۹ درصد از رای دهندگان تصویب شد.  

## نتایج
| گزینه                            | رای       | %    |
| -------------------------------- | --------- | ---- |
| موافق                            | 7,407,626 | 99.0 |
| مخالف                            | 67683     | 1.0  |
| آرای نامعتبر/سفید                | 25007     | -    |
| مجموع                            | 7,504,696 | 100  |
| رای دهندگان ثبت نام شده / مشارکت | 8,076,834 | 92.9 |
| منبع: Nohlen et al.              |           |      |